# Mark Gurman
Mark Gurman (russisch Марк Гурман; hebräisch מרק גורמן; * 9. Februar 1989 in Alma-Ata) ist ein kasachisch-israelischer Fußballspieler.

## Karriere
Mark Gurman wurde im damals noch sowjetischen Alma-Ata, heute Almaty in Kasachstan, geboren. Gurman stammt aus einer jüdischen Familie und zog mit 14 Jahren nach Israel, nachdem er vom israelischen Fußballmanager Shlomo Schwarz entdeckt worden war. Er begann seine Profikarriere in Israel bei Hapoel Petah Tikva. Nach einem Leihjahr bei Maccabi Ahi Nazareth wechselte er 2010 wieder in sein Geburtsland Kasachstan in die dortige Premjer-Liga zum Hauptstadtklub FK Astana. 2012 wurde er zu Beginn der neuen Saison an den Ligakonkurrenten FK Qairat Almaty ausgeliehen und zur folgenden Spielzeit ganz abgegeben. Anschließend stand er wieder beim FK Astana unter Vertrag und ging von dort im Sommer 2016 weiter zu Tobol Qostanai. Von 2018 bis 2020 spielte er für Qaisar Qysylorda und seit Anfang 2021 steht Gurman zum dritten Mal beim FK Astana unter Vertrag.

## Nationalmannschaft
Gurman bestritt am 11. August 2011 im Freundschaftsspiel gegen Syrien sein erstes A-Länderspiel für die Auswahl Kasachstans. Er war Teilnehmer der Qualifikationsspiele für die EM 2012 und die WM 2014. Bis 2015 absolvierte er insgesamt 26 Partien, ein Treffer gelang ihm dabei nicht.

## Erfolge
- Kasachischer Pokalsieger: 2010, 2014, 2015, 2016, 2019
- Kasachischer Meister: 2016